# Quercus laceyi
Quercus laceyi är en bokväxtart som beskrevs av John Kunkel Small. Quercus laceyi ingår i släktet ekar, och familjen bokväxter. Inga underarter finns listade.

## Bildgalleri

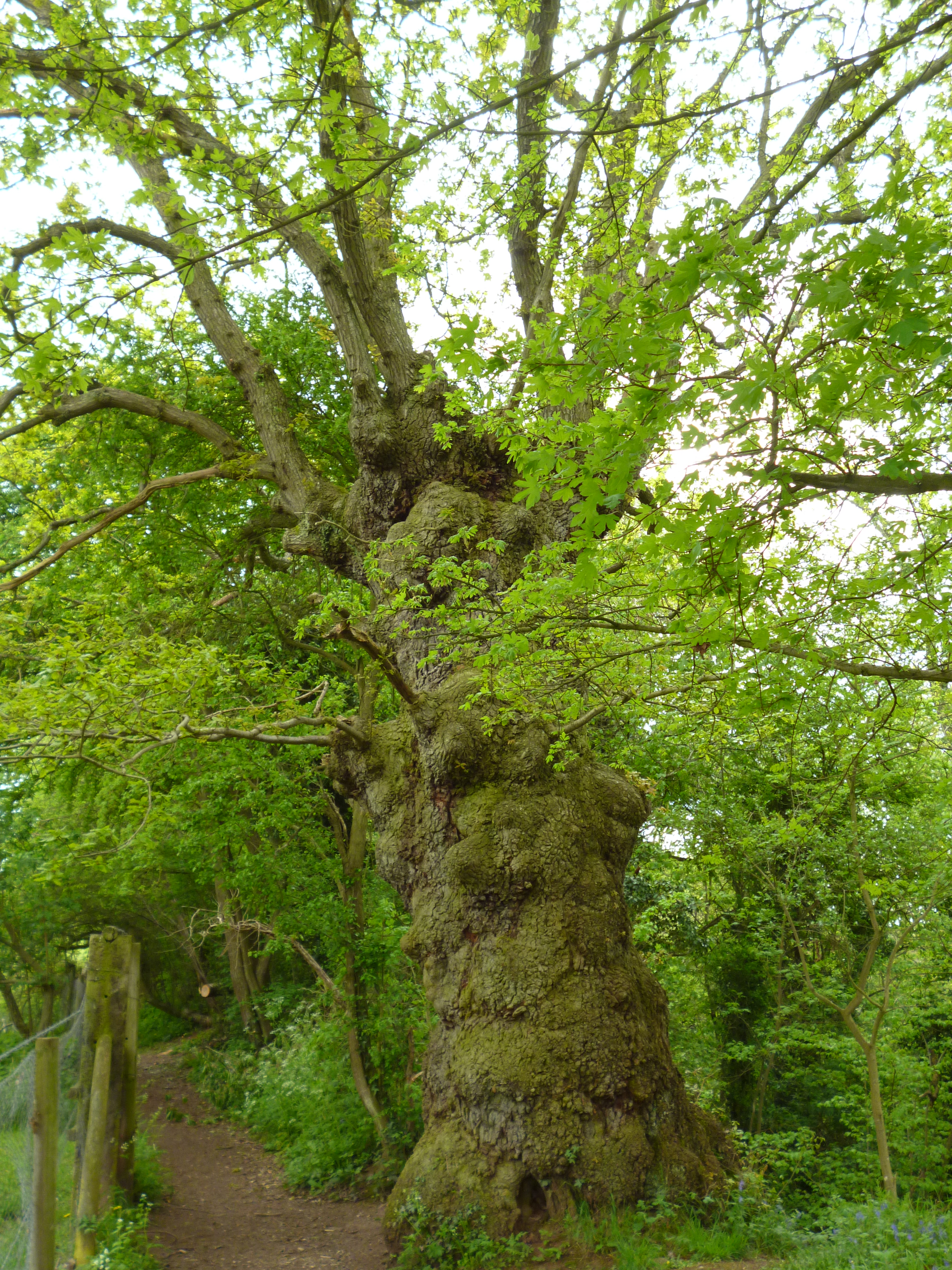
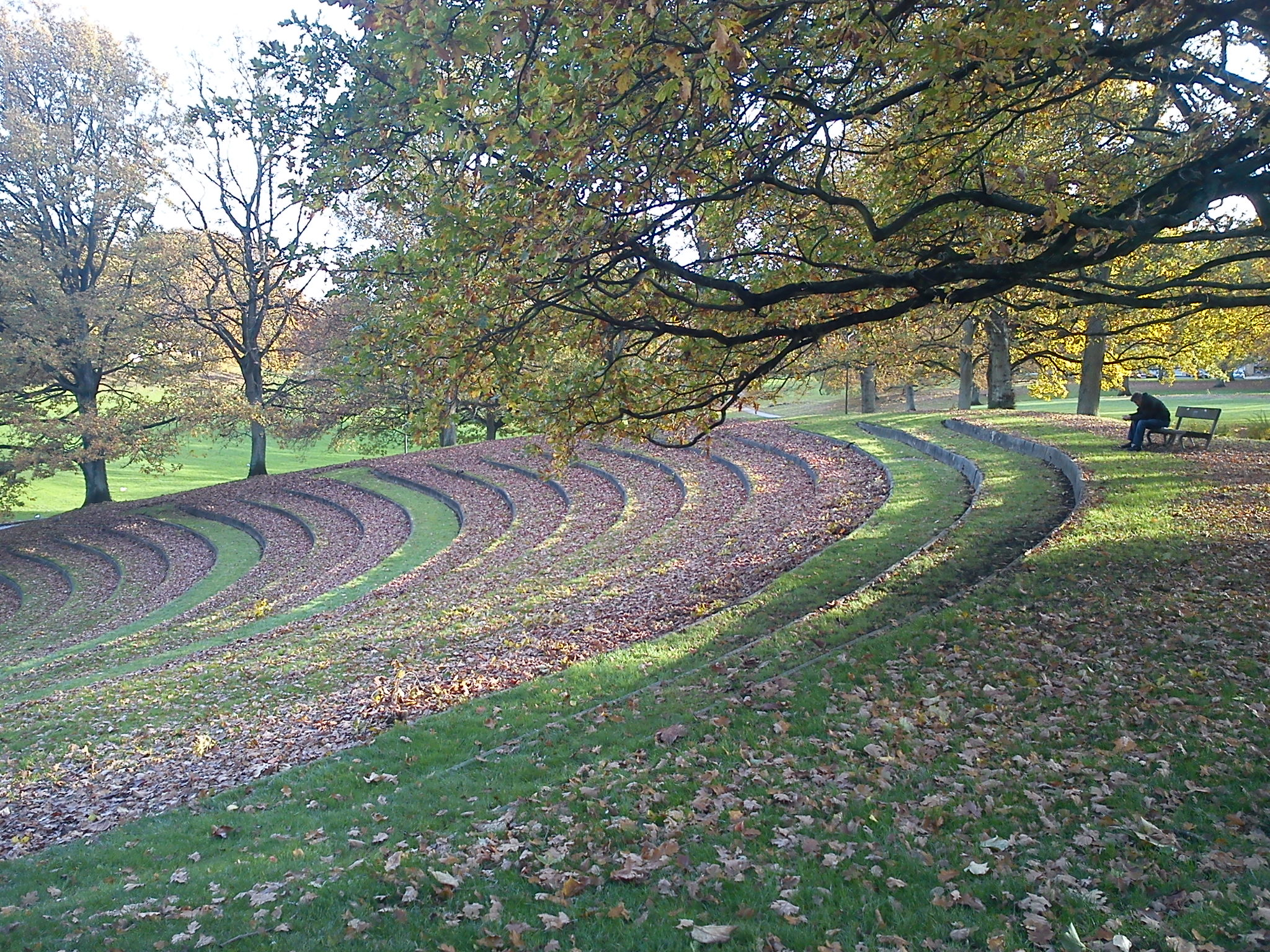